# Moonshadow
Moonshadow är en låt skriven och framförd av Cat Stevens. Den utgavs första gången på albumet Teaser and the Firecat från 1971.
2009 berättade Cat Stevens att han, som kom från West End i London där det alltid lyser, aldrig hade sett månen lysa i rent mörker förrän under en semester i Spanien, då han också, stående vid vattenkanten, kunde se sin månskugga.